# بيتر ديو (راكب الكنو)
بيتر ديو (بالإنجليزية: Peter Deyo)‏ هو راكب الكنو أمريكي، ولد في 29 سبتمبر 1957.

## وصلات خارجية
- بيتر ديو على موقع أوليمبيديا (الإنجليزية)